# Segunda División 1968-1969 (Spagna)
L'edizione 1968-69 della Segunda División fu il trentottesimo campionato di calcio spagnolo di seconda divisione. Il campionato vide la partecipazione di 20 squadre raggruppate in un unico gruppo. Le prime tre della classifica furono promosse in Primera División mentre le ultime quattro furono retrocesse in Tercera División.

## Classifica finale
|  |     | Classifica 1968-69 | Pt | G  | V  | N  | P  | GF | GS | DR  |
|  | --- | ------------------ | -- | -- | -- | -- | -- | -- | -- | --- |
|  | 1.  | Siviglia           | 53 | 38 | 22 | 9  | 7  | 56 | 30 | +26 |
|  | 2.  | Celta Vigo         | 52 | 38 | 24 | 4  | 10 | 63 | 28 | +35 |
|  | 3.  | Maiorca            | 50 | 38 | 22 | 6  | 10 | 62 | 37 | +25 |
|  | 4.  | Racing Ferrol      | 47 | 38 | 19 | 9  | 10 | 55 | 39 | +16 |
|  | 5.  | Sporting Gijón     | 42 | 38 | 16 | 10 | 12 | 60 | 46 | +14 |
|  | 6.  | Calvo Sotelo       | 42 | 38 | 15 | 12 | 11 | 47 | 41 | +6  |
|  | 7.  | Real Betis         | 41 | 38 | 14 | 13 | 11 | 69 | 51 | +18 |
|  | 8.  | Real Murcia        | 40 | 38 | 15 | 10 | 13 | 52 | 48 | +4  |
|  | 9.  | Rayo Vallecano     | 40 | 38 | 14 | 12 | 12 | 51 | 44 | +7  |
|  | 10. | Real Valladolid    | 39 | 38 | 15 | 9  | 14 | 61 | 48 | +13 |
|  | 11. | Real Oviedo        | 38 | 38 | 16 | 6  | 16 | 45 | 45 | 0   |
|  | 12. | Burgos             | 38 | 38 | 14 | 10 | 14 | 47 | 53 | -6  |
|  | 13. | Alcoyano           | 35 | 38 | 12 | 11 | 15 | 51 | 55 | -4  |
|  | 14. | Alavés             | 35 | 38 | 15 | 5  | 18 | 47 | 62 | -15 |
|  | 15. | Ontinyent          | 34 | 38 | 15 | 4  | 19 | 47 | 54 | -7  |
|  | 16. | Elche Ilicitano    | 32 | 38 | 12 | 8  | 18 | 50 | 58 | -8  |
|  | 17. | Valencia Mestalla  | 30 | 38 | 11 | 8  | 19 | 53 | 62 | -9  |
|  | 18. | Cadice             | 30 | 38 | 13 | 4  | 21 | 44 | 65 | -21 |
|  | 19. | Indautxu           | 24 | 38 | 9  | 6  | 23 | 40 | 79 | -39 |
|  | 20. | Jerez Industrial   | 18 | 38 | 6  | 6  | 26 | 36 | 91 | -55 |

## Torneo per la permanenza
|                 | Risultato |                   | Andata | Ritorno | Spareggio |  |
| --------------- | --------- | ----------------- | ------ | ------- | --------- |  |
| Bilbao Athletic | 3 - 1     | Alavés            | 3 - 0  | 0 - 1   |           |  |
| Sant Andreu     | 4 - 3     | Alcoyano          | 2 - 2  | 2 - 1   |           |  |
| Elche Ilicitano | 3 - 2     | Hércules          | 3 - 1  | 0 - 1   |           |  |
| Ontinyent       | 3 - 3     | Recreativo Huelva | 1 - 0  | 2 - 3   | 2 - 1     |  |

## Verdetti
- Siviglia,  Celta Vigo e  Maiorca promosse in Primera División 1969-1970.
- Valencia Mestalla,  Cadice,  Indautxu,  Jerez Industrial,  Alavés e  Alcoyano retrocesse in Tercera División.